# Øyeren
Øyeren er Norges niende største sø med et areal på 84,7 kvadratkilometer. Den ligger 101 meter over havet og er 71 meter dyb. Sammen med Leira og Nitelva danner Glomma Nordens største indlandsdelta i den nordlige enden af søen. Dele af dette vådområde blev erklæret naturreservat i henholdsvis 1975 (Nordre Øyeren) og 1992 (Sørumsneset).
Dæmningerne Bingsfossen og Rånåsfoss i Glomma er eneste hindring for småbådstrafik mellem Trøgstad og Fåberg ved Lillehammer.

## Dyreliv
Der er registreret 24 forskellige fiskearter i Øyeren, som dermed regnes som den sø i Norge med flest fiskearter. Før opdæmmingen af Glomma fandtes også ål og laks i Øyeren, men disse er nu udryddet.